# Protrama taraxaci
Protrama taraxaci är en insektsart. Protrama taraxaci ingår i släktet Protrama och familjen långrörsbladlöss. Inga underarter finns listade i Catalogue of Life.